# فرودگاه کوفی کاونتی
فرودگاه کوفی کاونتی (به انگلیسی: Coffey County Airport) یک فرودگاه همگانی بهره‌برداری هوایی است که یک باند فرود بتن دارد و طول باند آن ۱۶۷۶ متر است. این فرودگاه در کشور ایالات متحده آمریکا قرار دارد و در ارتفاع ۳۵۸ متری از سطح دریا واقع شده‌است.